# Caxito
Caxito (del kimbundu xitu, 'carn') és una comuna d'Angola que forma part del municipi de Dande dins la província de Bengo, de la que n'és capital. És travessada pel ramal nord del Caminho de Ferro de Luanda.